# Bahnstrecke Aillevillers–Port-d’Atelier-Amance
| Bahnhof Aillevillers Gleisseite 2015 |                                    |                                                                      |                                                             |
| Streckennummer (SNCF): | 057 000                            |                                                                      |                                                             |
| Streckenlänge: | 30,1 km                            |                                                                      |                                                             |
| Spurweite: | 1435 mm (Normalspur)               |                                                                      |                                                             |
| Maximale Neigung: | 7 ‰                                |                                                                      |                                                             |
| Zweigleisigkeit: | Aillevillers–Port-d'Atelier-Amance |                                                                      |                                                             |
| |                                    |                                                                      |                                                             |
| \| \| \| Bahnstrecke Blainville-Damelevières–Lure von Blainville-Damelevières \| \| \| \| \| \| \| \| \| \| Bahnstrecke Aillevillers–Plombières-les-Bains v. Plombières \| \| \| \| 94,2 \| Aillevillers \| 282 m \| \| \| \| Bahnstrecke Blainville-Damelevières–Lure nach Lure \| \| \| \| 98,9 \| D 64 (bis 1976 N 64) \| D 64 (bis 1976 N 64) \| \| \| 99,3 \| Saint-Loup-sur-Semouse \| 251 m \| \| \| 108,0 \| Conflans-Varigney \| 231 m \| \| \| 109,7 \| Lanterne \| (75 m) \| \| \| 115,9 \| Mersuay \| 221 m \| \| \| 118,7 \| Lanterne \| (95 m) \| \| \| 118,9 \| D 434 (bis 1973 N 434) \| D 434 (bis 1973 N 434) \| \| \| 119,3 \| Faverney \| 218 m \| \| \| \| Bahnstrecke Paris–Mulhouse von Mulhouse \| \| \| \| 124,3 360,5 \| Port-d’Atelier-Amance \| 219 m \| \| \| \| Bahnstrecke Paris–Mulhouse nach Paris-Est \| \| |                                    |                                                                      |                                                             |
| |                                    | Bahnstrecke Blainville-Damelevières–Lure von Blainville-Damelevières |                                                             |
| |                                    |                                                                      |                                                             |
| Abzweig geradeaus und ehemals von links |                                    | Bahnstrecke Aillevillers–Plombières-les-Bains v. Plombières          | Bahnstrecke Aillevillers–Plombières-les-Bains v. Plombières |
| Bahnhof | 94,2                               | Aillevillers                                                         | 282 m                                                       |
| Abzweig ehemals geradeaus und nach links |                                    | Bahnstrecke Blainville-Damelevières–Lure nach Lure                   | Bahnstrecke Blainville-Damelevières–Lure nach Lure          |
| Bahnübergang (Strecke außer Betrieb) | 98,9                               | D 64 (bis 1976 N 64)                                                 | D 64 (bis 1976 N 64)                                        |
| Bahnhof (Strecke außer Betrieb) | 99,3                               | Saint-Loup-sur-Semouse                                               | 251 m                                                       |
| Bahnhof (Strecke außer Betrieb) | 108,0                              | Conflans-Varigney                                                    | 231 m                                                       |
| Brücke über Wasserlauf (Strecke außer Betrieb) | 109,7                              | Lanterne                                                             | (75 m)                                                      |
| Haltepunkt / Haltestelle (Strecke außer Betrieb) | 115,9                              | Mersuay                                                              | 221 m                                                       |
| Brücke über Wasserlauf (Strecke außer Betrieb) | 118,7                              | Lanterne                                                             | (95 m)                                                      |
| Bahnübergang (Strecke außer Betrieb) | 118,9                              | D 434 (bis 1973 N 434)                                               | D 434 (bis 1973 N 434)                                      |
| Bahnhof (Strecke außer Betrieb) | 119,3                              | Faverney                                                             | 218 m                                                       |
| Abzweig ehemals geradeaus, ehemals nach links und von links |                                    | Bahnstrecke Paris–Mulhouse von Mulhouse                              | Bahnstrecke Paris–Mulhouse von Mulhouse                     |
| Dienststation / Betriebs- oder Güterbahnhof | 124,3 360,5                        | Port-d’Atelier-Amance                                                | 219 m                                                       |
| |                                    | Bahnstrecke Paris–Mulhouse nach Paris-Est                            |                                                             |

Die Bahnstrecke Aillevillers–Port-d’Atelier-Amance war eine normalspurige, doppelgleisige Bahnstrecke im französischen Département Haute-Saône, Region Franche-Comté. Im Westen zweigt sie von der Bahnstrecke Paris–Mulhouse ab, im Osten verbindet sie mit der Bahnstrecke Blainville-Damelevières–Lure. Die zirka 30 Kilometer lange Strecke wurde 1860 in Betrieb genommen und 1991 wieder geschlossen.

## Geschichte
Die Planung und der Bau der Strecke verlief zeitgleich mit dem der Bahnstrecke Paris–Mulhouse. Per Dekret vom 17. August 1853 wurde der Bau der Linie von Paris nach Mulhouse sowie diese Strecke, die einen Abschnitt von Nancy nach Gray über Epinal und Vesoul darstellt, genehmigt. Konzessionsnehmer war die Eisenbahngesellschaft Compagnie du chemin de fer de Paris à Strasbourg. Sie wurde zum 21. Januar 1854 von den Chemins de fer de l’Est übernommen. Die ursprüngliche Planung über Vesoul wurde zugunsten von Port-d’Atelier-Amance verworfen. Die Eröffnung fand am 4. Februar 1860 statt.
Hauptzweck dieser Linie war zunächst die Verbindung der Hauptstadt des Département Vosges, Épinal, mit den südlichen Landesteilen sowie dem Anschluss an die Magistrale Paris–Mulhouse, doch mit den kürzeren Anschlüssen über Neufchâteau, die 1884 fertiggestellt werden konnte, verlor diese Strecke an Attraktivität. Über viele Jahre gab es saisonal eine Direktverbindung nach Nizza. Bis zur Schließung der Strecke 1991 fuhren noch die Kurswagen zu den westelsässischen Badeorten, die in den Sommermonaten durch mehrere Bäderzüge hergestellt wurden.
Die Strecke wurde auf ihrer gesamten Länge zum 9. Oktober 1998 stillgelegt und entwidmet.